# Microrregión Serrana do Sertão Alagoano
La Microrregión Serrana do Sertão Alagoano está localizada en la Mesorregión del Sertão Alagoano, en el  estado de Alagoas.

## Municipios
- Água Branca
- Canapi
- Inhapi
- Mata Grande
- Pariconha

- Datos: Q2555185